# کارتن ایران
کارتن ایران اولین شرکت تولید کننده انواع کارتن و ورق کنگره‌ای در ایران است که در اول تیرماه ۱۳۳۸ هجری شمسی توسط ابراهیم راد از کلیمیان نزدیک به حبیب القانیان تأسیس شد و پس از انقلاب اسلامی به نفع شرکت سرمایه گذاری سازمان تأمین اجتماعی(شستا) مصادره گردید. نوع مالکیت شرکت کارتن ایران در اواخر  سال ۵۴ به سهامی عام تغییر یافت و سهام این شرکت با نماد چکارن در بورس اوراق بهادار تهران پذیرفته شد.

## جوایز و افتخارات
- جایزه بهره‌وری مرکوری طلایی - گواهینامه تعهد به تعالی جایزه ملی بهره‌وری وتعالی سازمانی از موسسه مطالعات و بهره‌وری منابع انسانی در سال ۱۳۸۲-۱۳۸۳
- واحد تولید نمونه استان تهران از وزارت کار و امور اجتماعی استان تهران در سال ۱۳۸۸
- لوح تقدیر و مقام اول در دو شاخص بهره‌وری انرژی و بهره‌وری سرمایه در میان شرکتهای گروه محصولات کاغذی در جشنواره ملی بهره‌وری در سال ۱۳۸۹
- لوح تقدیر و مقام اول در بخش جانبی در میان شرکتهای گروه محصولات کاغذی در جشنواره ملی بهره‌وری در سال ۱۳۹۱
- لوح تقدیر و مقام اول در شاخصهای بخش اصلی در میان گروه محصولات کاغذی در پنجمین جشنواره ملی بهره‌وری در سال ۹۲

## مدیریت شرکت
- مدیرعامل مهدی حدادعادل - 1402 تا کنون[۳]

## سهامداران
- شركت گروه صنعت سلولزي تامين گسترنوين 4.59%
- BFMصندوق.س.ا.ب.صباگسترنفت وگازتامين 1.75%
- شركت رادين سرمايه فرتاك 1.15%
- سایر سهامداران حقیقی 6.18%

## زیرمجموعه‌ها
بهسود تجارت اعلم